# Kněževes (district de Žďár nad Sázavou)
Pour les articles homonymes, voir Kněževes.
Kněževes (en allemand : Knieschewes) est une commune du district de Žďár nad Sázavou, dans la région de Vysočina, en République tchèque. Sa population s'élevait à 153 habitants en 2020.

## Géographie
Kněževes se trouve à 1,5 km au sud-est du centre de Radostín nad Oslavou, à 12 km au sud-sud-est de Žďár nad Sázavou, à 29 km à l'est-nord-est de Jihlava et à 132 km au sud-est de Prague.
La commune est limitée par Ostrov nad Oslavou au nord, par Rousměrov à l'est, par Bory et Krásněves au sud, et par la rivière Oslava et la commune de Radostín nad Oslavou à l'ouest.

## Histoire
La première mention écrite de la localité date de 1370.

## Transports
Par la route, Kněževes se trouve à 1,5 km de Radostín nad Oslavou, à 15,5 km de Žďár nad Sázavou, à 36 km de Jihlava et à 159 km de Prague.